# Fabio Lanzoni
Fabio Lanzoni, conosciuto anche semplicemente come Fabio (Milano, 15 marzo 1959), è un modello, attore e personaggio televisivo italiano naturalizzato statunitense.

## Biografia
Negli anni ottanta si è trasferito negli Stati Uniti, dove ha lavorato a lungo come modello apparendo su numerose copertine di romanzi rosa. Ha posato anche per la copertina del videogioco per NES Ironsword: Wizards & Warriors II.
Nel 1991 ha abbandonato la carriera da modello per tentare altre strade, sotto la supervisione artistica del manager Peter F. Paul. In questo periodo, Fabio Lanzoni ha scritto alcuni romanzi rosa (Pirate, Rogue e Comanche), partecipato a trasmissioni televisive e prestato il proprio volto a numerose campagne pubblicitarie. Ha fatto un discreto numero di comparsate in importanti produzioni cinematografiche, fra cui L'esorcista III, Storie di amori e infedeltà e La morte ti fa bella. È apparso in diversi episodi della soap opera Beautiful nel ruolo di se stesso. Il suo lavoro più importante, però, rimane quello nella serie televisiva Acapulco H.E.A.T., andata in onda dal 1993 al 1998, in cui ha interpretato Claudio, uno dei membri regolari del cast. Ha inoltre partecipato al reality show America's Next Top Model e ai telefilm Ned - Scuola di sopravvivenza e Big Time Rush.

## Filmografia parziale

### Cinema
- L'esorcista III (The Exorcist III), regia di William Peter Blatty (1990)
- Storie di amori e infedeltà (Scenes from a Mall), regia di Paul Mazursky (1991)
- La morte ti fa bella (Death Becomes Her), regia di Robert Zemeckis (1992)
- Spia e lascia spiare (Spy Hard), regia di Rick Friedberg (1996)
- Fatti, strafatti e strafighe (Dude, Where's My Car), regia di Danny Leiner (2000)
- Zoolander, regia di Ben Stiller (2001)
- Bubble Boy, regia di Blair Hayes (2001)
- Hollywood Sex Wars, regia di Paul Sapiano (2011)
- Dumbbells, regia di Christopher Livingtone (2014)
- Sharknado 5, regia di Anthony C. Ferrante (2017)

### Televisione
- Pappa e ciccia (Roseanne) – serie TV, episodio 6x08 (1993)
- Acapulco H.E.A.T. – serie TV, 16 episodi (1993-1994)
- Una bionda per papà (Step by Step) – serie TV, episodio 6x11 (1997)
- Beautiful – serie TV, episodi 3937-3988-6437 (2002-2013)
- Stripperella – serie TV, episodio 1x05 (2003)
- Sentieri (Guiding Light) – serie TV, episodio 1744 (2006)
- Ned - Scuola di sopravvivenza (Ned's Declassified School Survival Guide) – serie TV, episodio 3x16 (2007)
- Big Time Rush – serie TV, episodi 1x14-2x08-3x03 (2009-2012)
- Zack e Cody sul ponte di comando (The Suite Life on Deck) – serie TV, episodio 3x12 (2010)